# 歌羅西
歌羅西（Colossae）是位于小亚细亚弗里吉亚的古城，基督教早期文本《歌罗西书》相传为使徒保罗写给歌罗西教会的信。该城自公元前5世纪开始兴盛，在保罗时代开始衰落。